# Archeologisch Park Xanten

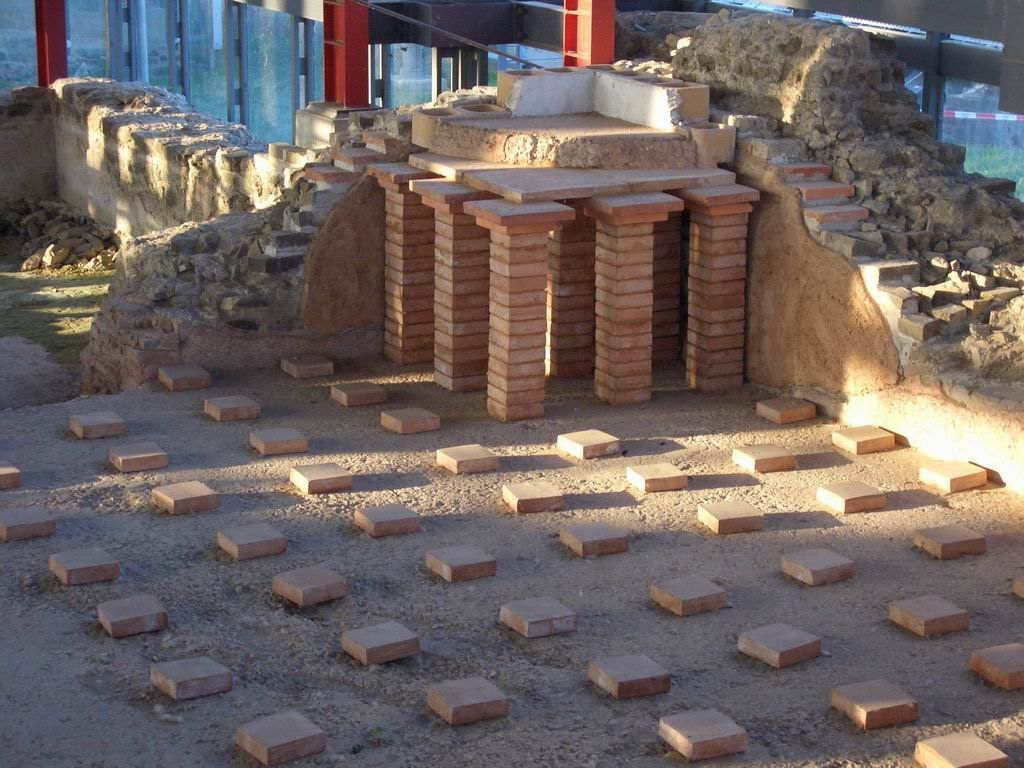
Reconstructie hypocaustum

Het Archeologisch Park Xanten (Duits: Archäologischer Park Xanten) is een archeologisch park met gereconstrueerde gebouwen en originele resten van de Romeinse stad Colonia Ulpia Traiana, een Colonia aan de noordkant van het Duitse stadje Xanten. Het openluchtmuseum werd in 1977 geopend.
Het park is eigendom van het Landschaftsverband Rheinland. Het bij het park behorende museum dat eerst gevestigd was in de binnenstad van Xanten bevindt zich nu in de gereconstrueerde basilica thermarum. Deze overkapte thermen maken sinds 2008 deel uit van het park dat een groot deel van het gebied van de vroegere colonia beslaat.

## Geschiedenis Colonia Ulpia Traiana

### Stichting
Iets voor het begin van de jaartelling werd het legioenkamp Vetera aangelegd op een strategisch belangrijke plaats, namelijk tegenover de monding van de Lippe in de Rijn. De Lippe mondt overigens nu bij Wesel in de Rijn uit en ook de loop van de Rijn is gewijzigd. De Romeinse stad bevond zich 1800 meter verder naar het westen. De stad werd in 98 gesticht op de plaats waar zich tevoren reeds een nederzetting van de inheemse bevolking bevond. Keizer Trajanus gaf de stad burgerrechten en zijn naam. Vandaar de toenmalige benaming Colonia Ulpia Traiana. De stad was aangelegd zoals de meeste Romeinse steden: op het tekenbord ontworpen in een rasterpatroon, omgeven door een hoge muur met poorten en torens. Daarachter lagen woonhuizen, tempels, bestuurs- en badgebouwen, en een groot amfitheater. De stad besloeg 73 hectare en was een van de centrale steden in de Romeinse provincie Germania Inferior. Er leefden ongeveer 10.000 mensen van Gallische en Germaanse afkomst. Voor de oostelijke stadsmuur lag een grote haven aan een zijarm van de Rijn. De haven reikte tot voor de kleine havenpoort bij de huidige ingang van het park.

### Ondergang
Colonia Ulpia Traiana werd bewoond tot in de vierde eeuw. Rond het jaar 260 n. Chr. werd de stad voor het eerst ingenomen door binnenvallende Franken maar na 275 werd de stad na een hernieuwde inval verwoest waarbij een groot deel van de bevolking vluchtte. Omstreeks 310 werd binnen de muren van de verlaten stad een vesting opgetrokken, Tricensimae. Nadat de grens van het Romeinse Rijk in deze streken omstreeks 350 definitief viel werd ook dit fort verlaten en verviel het tot een ruïne. Later bouwden de eerste christenen uit de streek op de begraafplaats buiten de stadsmuren van de oude Romeinse stad een kerk over het graf van twee martelaren. Dit werd de kern van de middeleeuwse stad Xanten, waarvan de naam is afgeleid van Ad Sanctos (bij de heiligen).

### Steengroeve
Zoals vaak in het voormalige Romeinse Rijk dienden de ruïnes als steengroeve. De stenen en andere bouwmaterialen werden uit de verlaten gebouwen gesloopt en deze Romeinse stenen en zuilen werden nog eeuwen later verhandeld voor hergebruik in de verre omgeving. In de loop der tijd werden de voormalige Romeinse gebouwen zo geleidelijk gesloopt tot op grondniveau. Daarna lagen de fundamenten van de stad eeuwen onder velden en weiden tot in 1935 de fundamenten van het amfitheater werden ontdekt. Het huidige Archeologisch Park Xanten beslaat iets minder dan de helft van de Romeinse stad. Een deel van de fundamenten ligt vooralsnog begraven onder de moderne wegen, huizen en bedrijfsgebouwen van Xanten.

## Geschiedenis Archeologisch Park Xanten
Het bestaan van de Romeinse stad Colonia Ulpia Traiana is nooit in de vergetelheid geraakt. Nog lang na het vertrek van de Romeinen lagen de ruïnes van de 'spookstad' onaangeroerd. Toen men in de vroege middeleeuwen stenen huizen begon te bouwen, werden de resten van de stenen gebouwen van C.U.T. als steengroeve gebruikt. Vele gebouwen aan de Nederrijn, waaronder de grote dom in Xanten, werden met stenen uit de Romeinse stad opgetrokken. In de 19e eeuw begonnen geïnteresseerde burgers van Xanten met het onderzoek van de Romeinse stad. Daarbij kwamen vele grote en kleine schatten aan het licht, onder meer munten, sieraden, beeldjes en gebruiksvoorwerpen. In 1879 werd het grote badhuis gelokaliseerd.
In 1935 begon het Rheinische Landesmuseum in Bonn een groot archeologisch onderzoek in de zuidoostelijke hoek van Colonia Ulpia Traiana. Daarbij werden de funderingen van het amfitheater blootgelegd. Na de wederopbouw van het in de Tweede Wereldoorlog bijna volledig vernielde Xanten, werden in het midden van de jaren vijftig archeologen van het Rheinische Landesmuseum naar Xanten geroepen voor "spoedopgravingen". In het westelijk gedeelte van de oude stad, waarvan de resten in de loop der eeuwen onder akkers en weiden verdwenen waren, gingen nieuwe industrieën zich vestigen. In allerijl moesten grote delen van het gebied wetenschappelijk onderzocht worden. Voor men de Romeinse fundamenten met moderne gebouwen overdekte, werden ze geregistreerd, opgemeten, getekend en gefotografeerd. Daarbij kwamen enorme gebouwen tevoorschijn, groter dan men ooit had vermoed.
In 1970 dreigde er opnieuw gevaar, nu in het oostelijk gedeelte, dat tot dan toe onaangeroerd was gebleven. Men dacht er namelijk aan om er een vrijetijds- en ontspanningspark te vestigen, met daarmiddenin een groot meer, wat meteen het einde van een uniek cultuurmoment zou betekenen.
Deze keer stelden de archeologen zich niet tevreden met "noodopgravingen". Ze sloegen alarm. Liever dan voor de plannen van een recreatieoord te capituleren, stelden ze voor de resten van de Colonia Ulpia Traiana tot een archeologisch park om te toveren en als een heel aparte attractie in het recreatiegebied te integreren. Het voorstel van het Rheinische Landesmuseum van Bonn viel meteen bij de overheid in de smaak.
In 1972 werd met de eerste systematische opgravingen begonnen. Korte tijd later kon met de eerste reconstructies gestart worden. In het voorjaar van 1977 werd het eerste deel van het archeologisch park voor bezoekers opengesteld. In de eerste vier jaar van zijn bestaan trok het park een miljoen belangstellenden. Vooral schoolklassen uit Duitsland en de omliggende landen bezoeken het park.

## Reconstructies

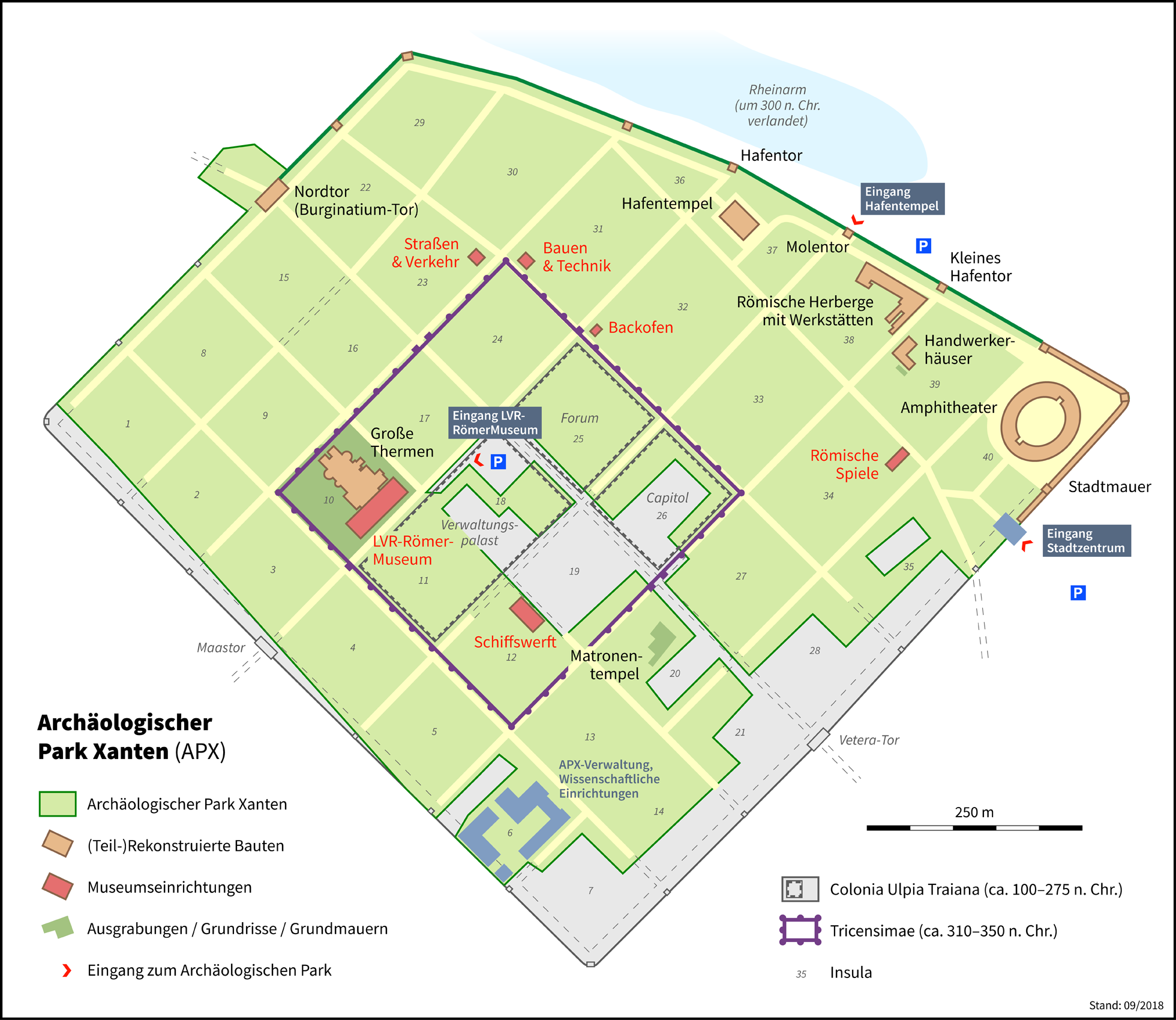
Plattegrond van Colonia Ulpia Traianade en het Archeologisch Park Xanten

### Kleine havenpoort
Deze poort was de toegang tot de Rijnhaven, hij was breed genoeg voor karren van maximaal 1½ meter breed. Slijtagesporen door karrewielen op een gevonden stenen blok wijzen op de doorgang.

### Puthuisje
Over de gehele oppervlakte van de stad groef men waterputten, gemaakt van zware, eikenhouten planken en balken. De cilindervormige put was gemiddeld 7 m diep.

### Verdedigingstoren

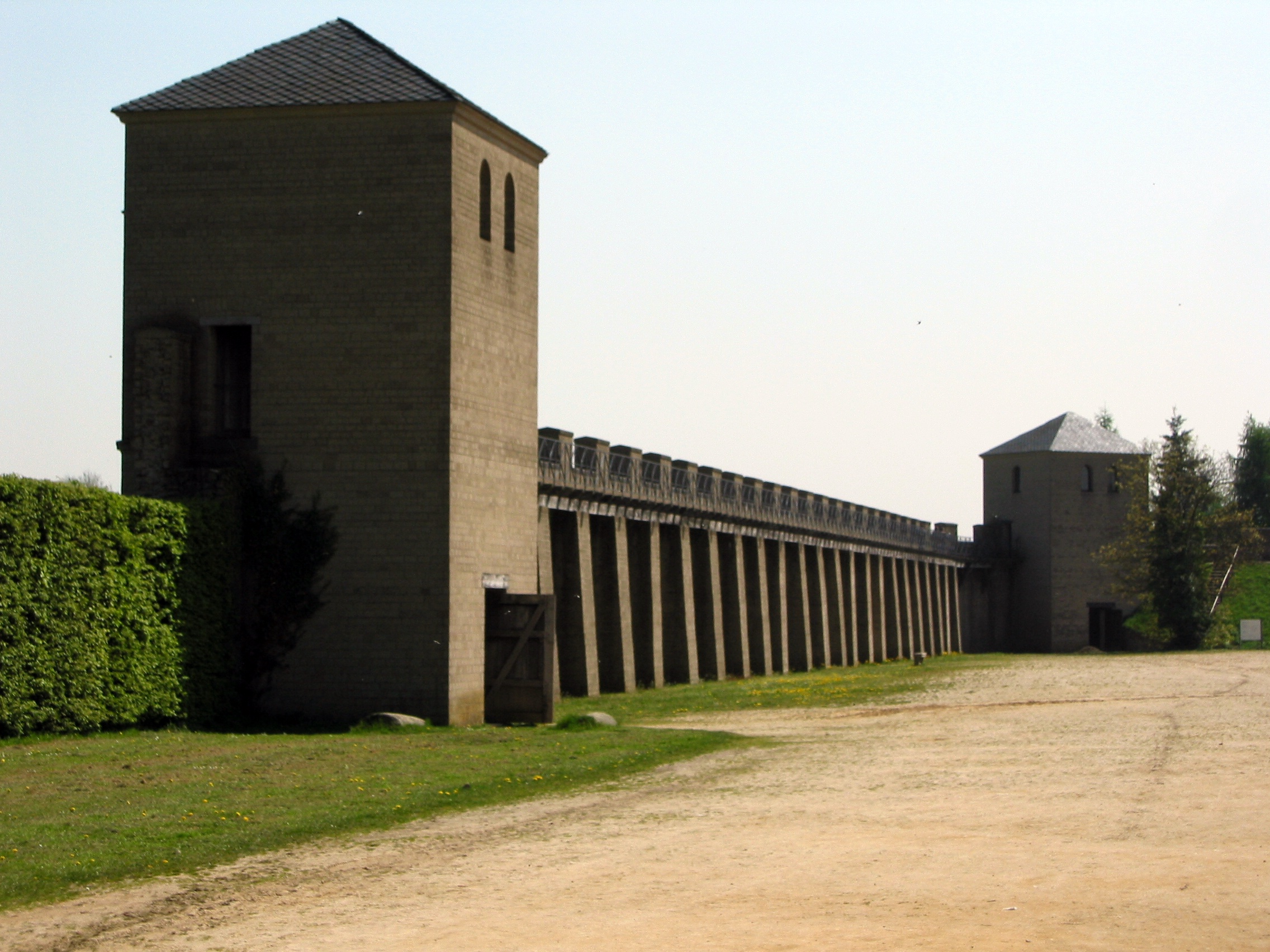
Twee poorten en een stuk van de stadsmuur, deels uitgevoerd als heg.

Via deze toren kon men de stadsmuur beklimmen. Hij heeft geen doorgang maar is overigens van hetzelfde type als de kleine havenpoort en toren ten zuiden van het amfitheater.

### Stadsmuur
De 73 hectare grote stad was rondom met een grote muur versterkt. Samen met de torens domineerde een Romeinse stad zo de gehele omgeving. De stadsmuur is slechts gedeeltelijk gereconstrueerd, het grootste deel ervan is vormgegeven als haag. Verder werd de stad extra beschermd door een grachtensysteem voor de muur. De grachten waren niet noodzakelijk met water gevuld. De muren waren breed genoeg zodat 2 soldaten elkaar konden passeren.

### Het amfitheater

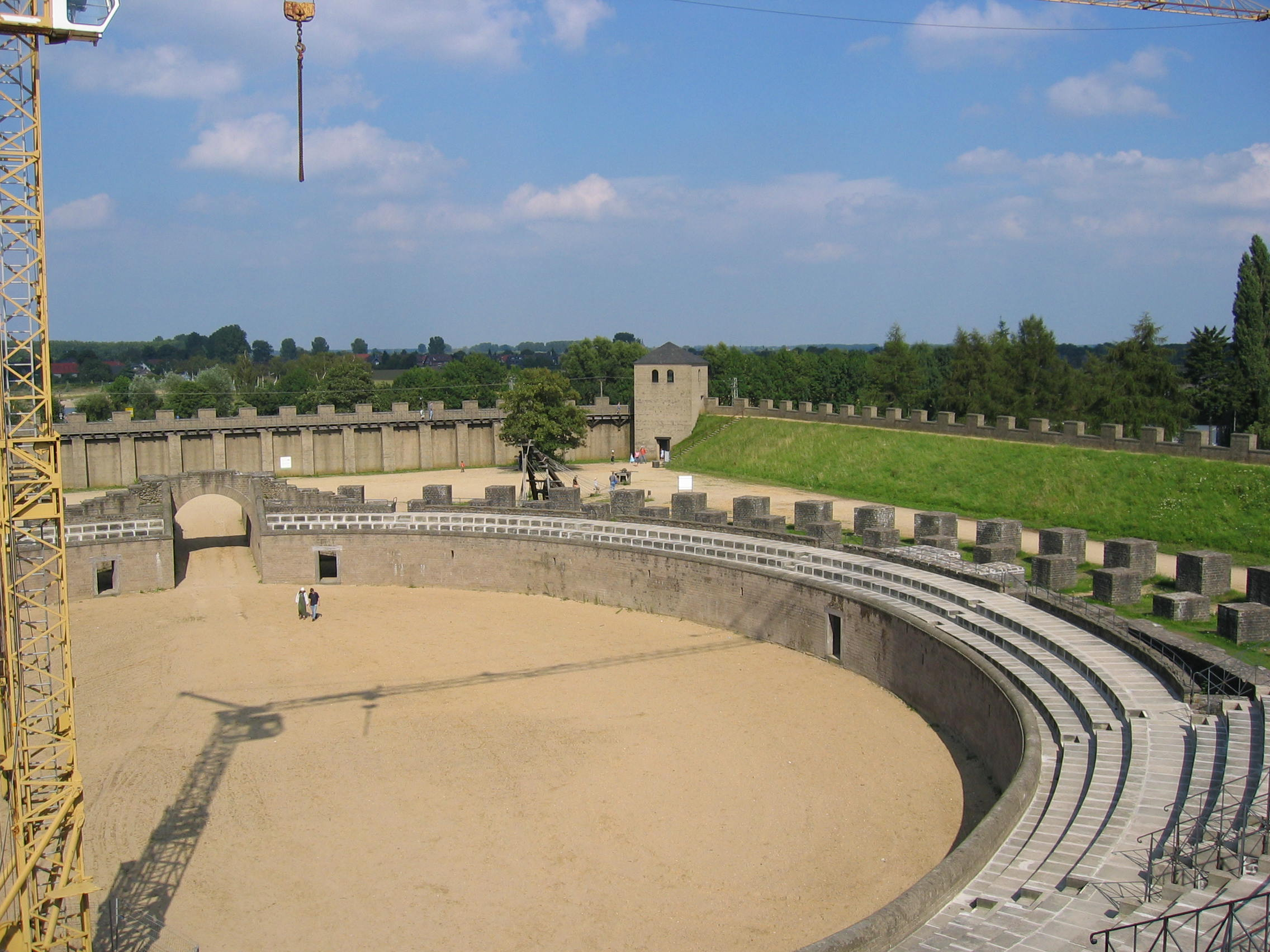
Het amfitheater.

Het amfitheater werd waarschijnlijk kort na de stichting van de Colonia Ulpia Traiana gebouwd. Het bood in de oudheid plaats aan 10.000 toeschouwers, die niet alleen uit de stad zelf kwamen, maar ook vanuit de wijde omtrek. De onderste, drie brede zitrijen waren voorbehouden aan de vooraanstaanden. Hier werden zetels opgesteld. Op de andere rijen zaten de toeschouwers direct op de stenen treden. Voor de organisator was een speciale loge beschikbaar. Spelen werden gefinancierd door stedelijke ambtenaren die zich hiermee wilden verzekeren van de gunst van het volk. Het is niet bekend of de spelen in Germania Inferior even gruwelijk waren als in de hoofdstad.
De reconstructie van een kwart van dit amfitheater werd voltooid in 1981.
Achter het amfitheater staan enkele originele funderingspijlers. Overigens moesten de oorspronkelijke pijlers uit het amfitheater verwijderd worden wegens al te sterke verwering sinds de ontdekking in 1935. Daardoor waren ze niet sterk genoeg meer om de gereconstrueerde toeschouwerstribune te dragen.
In het amfitheater worden thans jaarlijks de Xantener Sommerfestspiele georganiseerd.

### De bouwkraan
Deze kraan is een "pentaspastos". Het Griekse woord "πεντα (penta)" (wat vijf betekent) wijst op het aantal katrollen van deze takel. De oude takels zijn ofwel "drierollers" ofwel "vijfrollers". Lopen er 3 touwen over de katrollen, dan heeft men voor het opheffen van de last slechts 1/8 nodig van de kracht die men zou nodig hebben zonder takel. Bij 5 touwen is nog slechts 1/32 van de kracht nodig. Met de bouwkraan die je hier ziet, kon ongeveer 9000 kg opgetild worden.

### Cisterne (waterreservoir)
Naast de waterputten was dit een tweede manier voor de bewoners om over water te beschikken. De putten waren privé, maar de cisternes of reservoirs waren wellicht voor gemeenschappelijk gebruik. Van de daken en overdekte trottoirs van een woonblok kwam het water via dakgoten en regenpijpen in de cisterne terecht. Daarom staan ze meestal op de kruispunten van straten. Het roze uiterlijk komt van het steengruis (van daksplinters en kalk) dat in de mortel gebruikt werd voor de waterdichtheid.

### Waterleiding

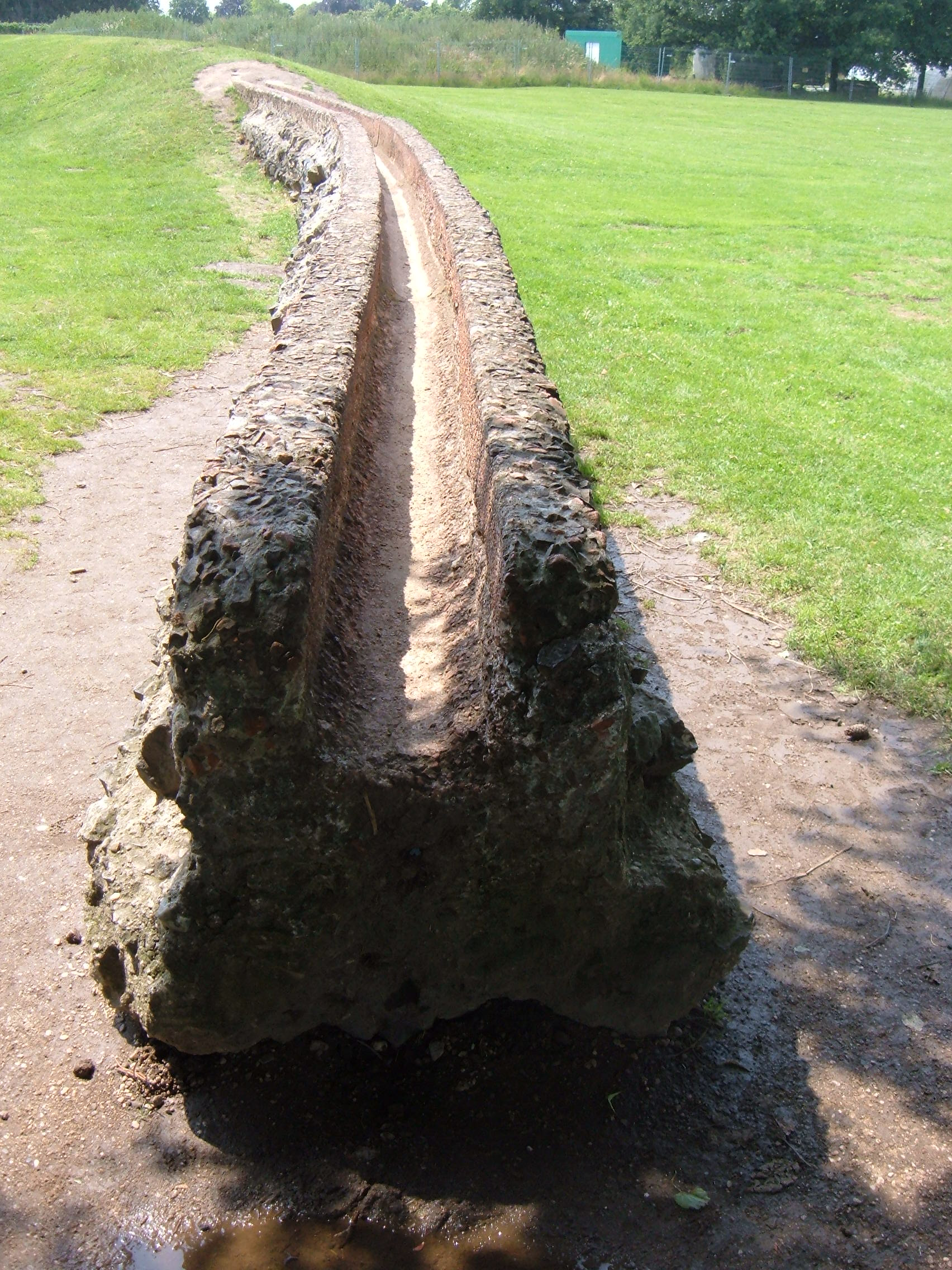
Restanten van het bovengrondse deel van het aquaduct

Het water in de stad werd aangevoerd vanuit een bron die acht kilometer verderop lag. Een deel van de waterleiding was ondergronds aangelegd (70 cm diep en dus vorstvrij), maar dichter bij de stad liep het water over aquaducten.

### De noordelijke stadspoort
Stadsmuren, poorten en torens dienen natuurlijk tot bescherming van de stad die een uithangbord was voor Rome en zijn macht. Overal in het Rijk leken de stadspoorten op elkaar: Twee torens flankeerden het eigenlijke poortgebouw. Deze poorten waren drie verdiepingen hoog en waren verbonden door een platform voor het geschut. Doordat ze voor de poort uitsprongen, kon die beter verdedigd worden. Deze poort wordt ook Burginatium-poort genoemd, omdat de straat vanuit de stad verder leidde naar het noordelijk gelegen legerkamp Burginatium.
Onder de poort door liep de stadsriolering tot in de gracht voor de muren, en vandaar liep het verder tot in de Rijnarm.
De poort was dubbel beveiligd met zware dwarsbalken en ijzeren valhekken.

### De Haventempel

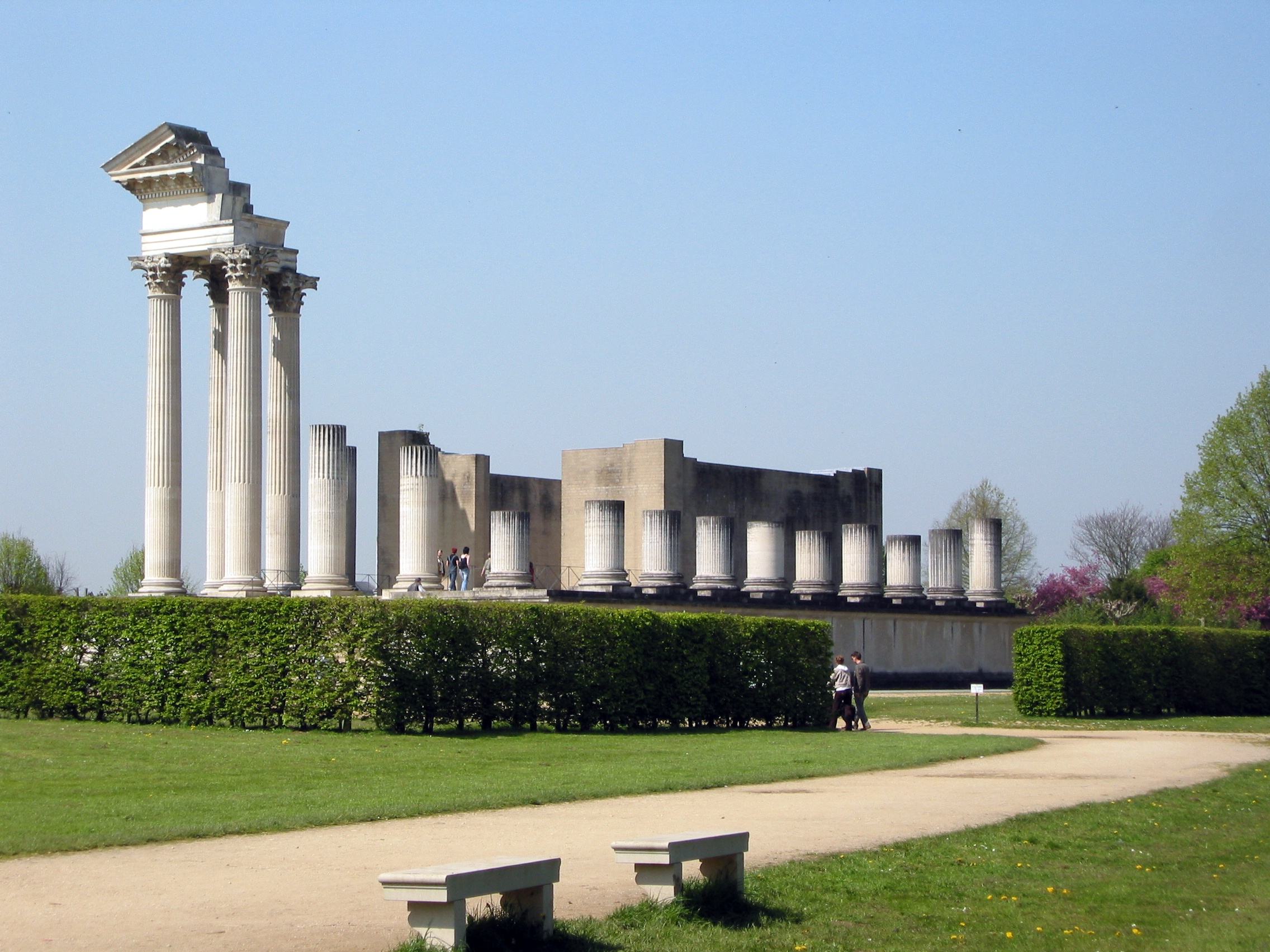
De Haventempel.

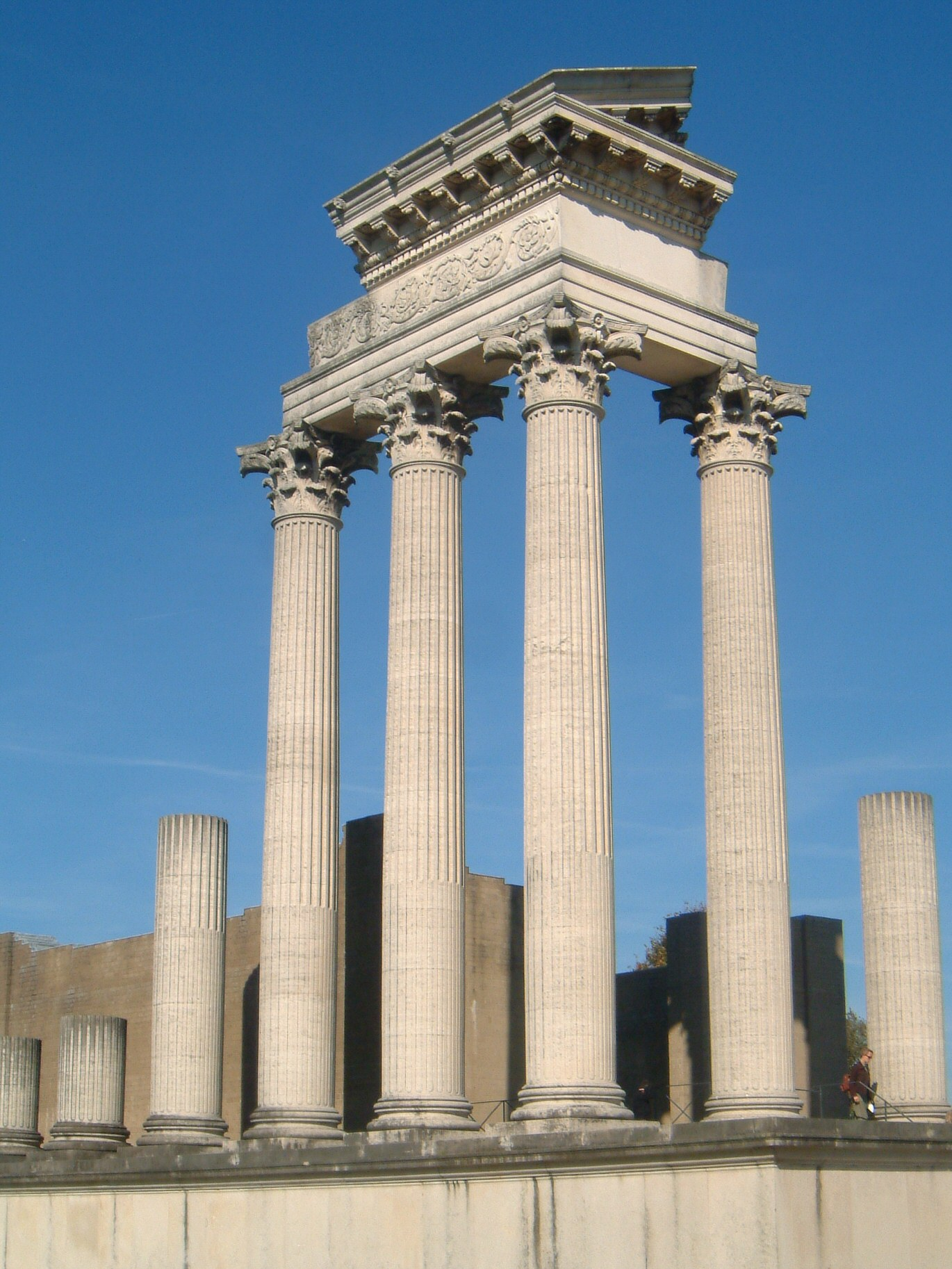
Detailopnames van de Haventempel in Xanten

Het Park is in het bezit van een Romeinse tempel, gebouwd in Korinthische bouwstijl, waarvan men de funderingen heeft opgegraven. Slechts een beperkt gedeelte van het bovengrondse bouwwerk is gereconstrueerd, hetgeen het effect van een herbouwde ruïne oproept. Het is niet bekend aan welke god het heiligdom is gewijd. Zijn naam dankt het bouwwerk aan de locatie nabij de oude haven.
De zuilen bestaan uit verschillende trommels van ieder vijfduizend kilo die machinaal op elkaar gestapeld werden. De gehele zuilengalerij bestond in totaal uit 28 zuilen. De zuilen zijn tot achttien meter hoog en zijn uitgevoerd in wit kalksteen. Een deel van de architraaf en een van de kapitelen zijn voorzien van kleuren zoals die ooit het hele gebouw kunnen hebben versierd. De acanthusbladeren op de Korinthische zuil worden geaccentueerd door groen bladwerk met vlakken azuurblauw, rood en oker.
Bij de opgraving van de tempel zijn brokstukken ervan gevonden. Daardoor kon berekend worden hoe de oorspronkelijke tempel er uit moest hebben gezien. De gedeeltelijke reconstructie met een deel van de zuilen en de daklijst, de timpaan geven zo een beeld van het geheel.

### Riolering
Via gootjes kwam het water uit de latrines, badgebouwen en werkplaatsen terecht in onderaardse afvoerkanalen, aanvankelijk uit hout, later in steen. Ze lagen steeds in het midden van de straat. Uiteindelijk belandde het water in de Rijnarm.

### De herberg met badhuis
Deze herberg heeft een badgebouw, dat uit drie afdelingen bestond: Het tepidarium, caldarium en het frigidarium. Het frigidarium was een koud bad, en tepidarium een warm bad, en het caldarium een heet bad. De baden werden opgewarmd door een grote oven (praefurnium) en het hypocaustum, de ruimte onder de vloer.

#### Herberg
De herberg is een van de gereconstrueerde gebouwen en huisvest een restaurant, dat ook voor festiviteiten in Romeinse stijl gehuurd kan worden.
Er waren verschillende ruimtes zoals de keuken, een eetkamer, het badhuis, de woning, de slaapkamers, de gastenkamers en de cafetaria.
Deze kooplieden hadden vaak een groep bedienden bij zich die ook een slaapvertrek nodig hadden. Daarom werden er aan de slaapvertrekken grote ruimten toegevoegd als verblijfsvertrek voor de bedienden. Deze appartementen waren ingericht als wooneenheden dat de zakenman er met zijn bedienden ook langer konden blijven. Wat erg bijzonder is, is dat deze herberg ook een dergelijke kroeg heeft en de ligging direct aan de havenpoort is. Dit is erg gunstig is omdat alle reizigers hierdoor gemakkelijk bij de herberg terechtkunnen voor een overnachting. Ook kunnen de mensen die werken aan de haven ook gemakkelijk een hapje eten of drinken in de herberg.

### De kleine thermen
Aan de taberna in de oude stad waren kleinere thermen voor de reizigers. Ook inwoners mochten er tegen een kleine vergoeding komen baden.
In de kleine thermen bevonden zich:
- het apoditerium (kleedkamer)
- het frigidarium (koudwaterbad)
- het tepidarium (lauwwaterbad)
- het caldarium (warmwaterbad)
- het praefurnium (stookplaats)
- de latrine (toilet)

### De grote thermen

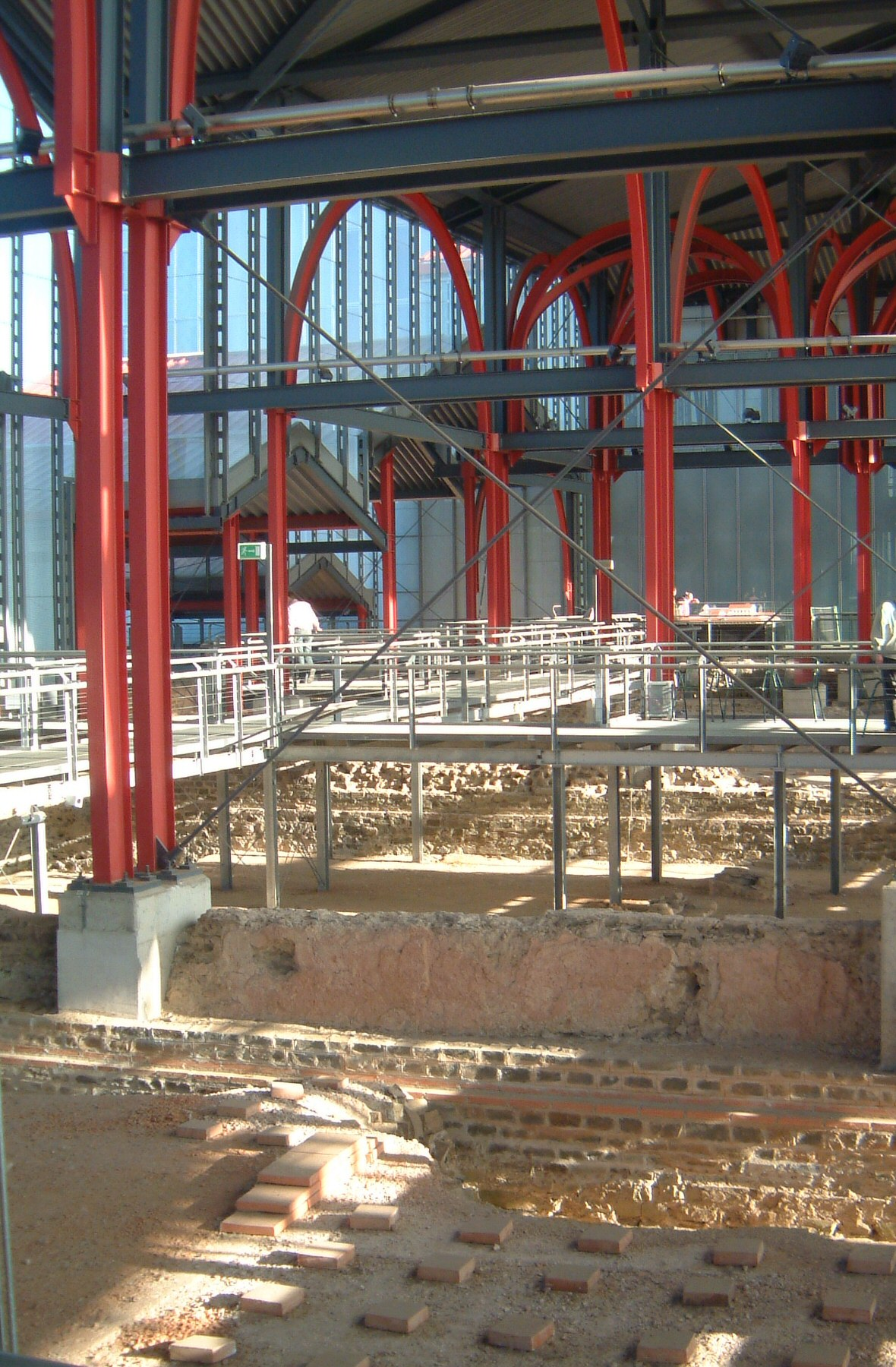
De grote thermen in 2007.

In het westelijke gedeelte, buiten het openluchtmuseum, reconstrueerde men de grote thermen van de stad door de overgebleven fundamenten te overkappen in een glazen huis. De basilica thermarum is in 2006-07 op de originele fundamenten gereconstrueerd en doet dienst als museum voor de Romeinse vondsten uit de Colonia, de directe omgeving en de legerkampen. Het museum is op 15 augustus 2008 opengesteld voor het publiek.

### Handwerkershuizen

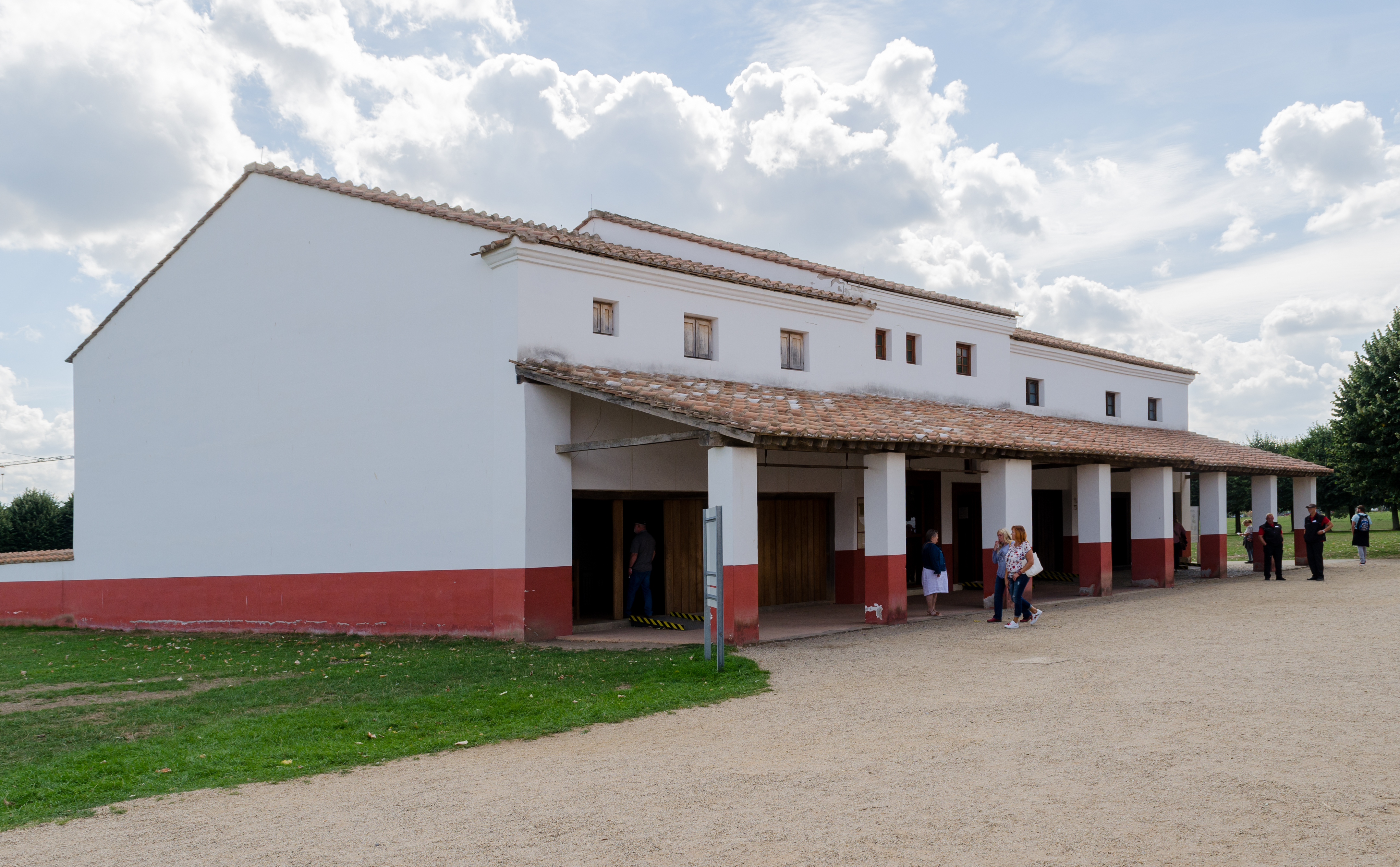
De handwerkershuizen gezien vanaf de straat.

Tegenover de herberg zijn een drietal ambachtswoningen inclusief interieur gereconstrueerd. Doel is om hier een beeld te geven van het dagelijks leven van Romeinse ambachtslieden. De huizen zijn op traditionele wijze opgetrokken uit hout en leem. Tevens kan door de bouw van deze huizen een voorstelling gemaakt worden hoe een Romeinse straat eruitzag.